# 大垣市南部子育て支援センター
大垣市南部子育て支援センター（おおがきしなんぶこそだてしえんセンター）は、岐阜県大垣市外花6丁目にある公共施設（子育て支援センター）。

## 概要
- 子育て支援に関する事業の推進、児童福祉の増進を目的とする施設であり[2]、大垣市の子育て支援の中心的施設の一つである。2010年（平成22年）10月に大垣市子育て総合支援センターとして開設[3]。2016年（平成28年）10月にキッズピアおおがき子育て支援センターの開設[4]に伴い、大垣市南部子育て支援センターに改称する。
- 子育て中の親子（概ね6歳未満の幼児がいる家庭）が交流、遊びの場として、交流サロン「おひさま」を設置している。また、子育て講座や相談窓口を設置している。
- 建物は元大垣市南部公民館（1986年（昭和61年）4月完成）[5]である。2010年（平成22年）9月に大垣市南部公民館の廃止[5]に伴い、転用された。
- 大垣市南部公民館であった2007年（平成19年）1月から大垣市役所南部サービスセンターを併設[6][7]。大垣市南部子育て支援センターとなってからも併設されていたが、南部サービスセンターは2024年（令和6年）4月17日にイオンモール大垣に移転する[8]。
- 2025年（令和7年）4月、併設施設として『大垣市児童館』が開館。

## 施設
- 多目的ホール
- 会議室
- 研修室
- 調理実習室

## 利用案内
- 開館時間：
  - 10:00 - 17:00　（交流サロン）[2]
  - 9:00 - 21:00　（多目的ホール、会議室、研修室、調理実習室）[2]
- 休館日：火曜日(その日が祝日と重なった場合は開館）、年末年始（12月29日から1月3日）[2]

## 交通アクセス
- 名阪近鉄バス「イオンモール大垣」バス停下車、徒歩約10分。
  - 大垣駅（大垣駅前バスのりば）より青柳線「イオンモール大垣」行き
- 養老鉄道養老線友江駅下車、徒歩約20分。

## 周辺施設
- 大垣市立日新小学校
- イオンモール大垣
- スーパーマーケットバロー大垣南店
- ホームセンターバロー大垣南店
- スーパービバホーム大垣店